# Karol Jokl
Karol Jokl (Simony, 1945. augusztus 29. – Pozsony, 1996. október 28.) szlovák labdarúgó, edző.

## Pályafutása

### A válogatottban
1963 és 1972 között 27 alkalommal szerepelt a csehszlovák válogatottban és 11 gólt szerzett. Részt vett az 1970-es világbajnokságon.

## Sikerei, díjai
Slovan Bratislava
- Csehszlovák bajnok (3): 1969–70, 1973–74, 1974–75
- Csehszlovák kupa (2): 1967–68, 1973–74
- KEK-győztes (1): 1968–69